# Hayao Miyazaki
Hayao Miyazaki (em japonês: 宮崎 駿; romaniz.: Miyazaki Hayao; nascido em Tóquio, Japão, em 5 de janeiro de 1941) é um animador, cineasta, roteirista, escritor e artista de mangá japonês. É co-fundador do Studio Ghibli, uma companhia de cinema e animação, tendo conquistado reconhecimento e aclamação internacional pela qualidade de seus vários longas-metragens de animação, os quais ele normalmente escreve e dirige, sendo amplamente considerado como um dos principais nomes da indústria de animação japonesa. 
Miyazaki desde cedo em sua vida expressou interesse em mangás e animações, indo estudar na Universidade Gakushuin e sendo contratado pela Toei Animation em 1963. Em seus primeiros anos profissionais, trabalhou como animador intermediário e depois colaborou com Isao Takahata. Também contribuiu com a animação de algumas produções da Toei até ir trabalhar para a A Production em 1971, onde co-dirigiu Rupan Sansei junto com Takahata. Miyazaki pouco depois foi trabalhar na Zuiyō Eizō em 1973, atuando como animador de Sekai Meisaku Gekijō e diretor da série televisiva Mirai Shōnen Conan. Mudou de empresa novamente em 1979, desta vez juntando-se à equipe Tokyo Movie Shinsha, estúdio onde dirigiu seus dois primeiros longas-metragem, Rupan Sansei: Kariosutoro no Shiro em 1979 e Kaze no Tani no Naushika em 1984, além da série Meitantei Hōmuzu.
Ele co-fundou o Studio Ghibli em 1985 e escreveu e dirigiu Tenkū no Shiro Rapyuta em 1986, Tonari no Totoro em 1988, Majo no Takkyūbin em 1989 e Kurenai no Buta em 1992. Estes longas foram enormes sucessos comerciais e de crítica no Japão. Seu trabalho seguinte foi Mononoke Hime, que tornou-se o primeiro filme de animação a vencer o Prêmio de Melhor Filme da Academia Japonesa e brevemente o longa de maior bilheteria no Japão em 1997; sua distribuição no ocidente ajudou a aumentar a popularidade internacional do Studio Ghibli. Sen to Chihiro no Kamikakushi de 2001 foi o filme japonês de maior bilheteria na história e rendeu a Miyazaki o Oscar de Melhor Filme de Animação. Seus longas seguintes, Hauru no Ugoku Shiro de 2004, Gake no Ue no Ponyo de 2008 e Kaze Tachinu de 2013, também gozaram de sucesso comercial e crítico. Kimitachi wa Dō Ikiru ka de 2023, seu último filme, foi outro sucesso comercial e crítico e também venceu o Oscar de Melhor Filme de Animação.
Os trabalhos de Miyazaki são caracterizados pela recorrência de diversos temas, como a relação da humanidade com a natureza e tecnologia, a integridade de padrões de vida naturais e tradicionais, a importância da arte e perícia e a dificuldade de manter uma ética pacifista em um mundo violento. Suas protagonistas são frequentemente meninas ou jovens mulheres fortes, com muitos de seus trabalhos apresentando antagonistas ambíguos que possuem qualidades redentoras. Suas obras já foram muito elogiadas e premiadas, com ele inclusive tendo recebido um Oscar Honorário em novembro de 2014 por suas contribuições para a animação. Miyazaki também já foi citado como fonte de inspiração por diversos animadores, diretores e escritores.

## Primeiros anos

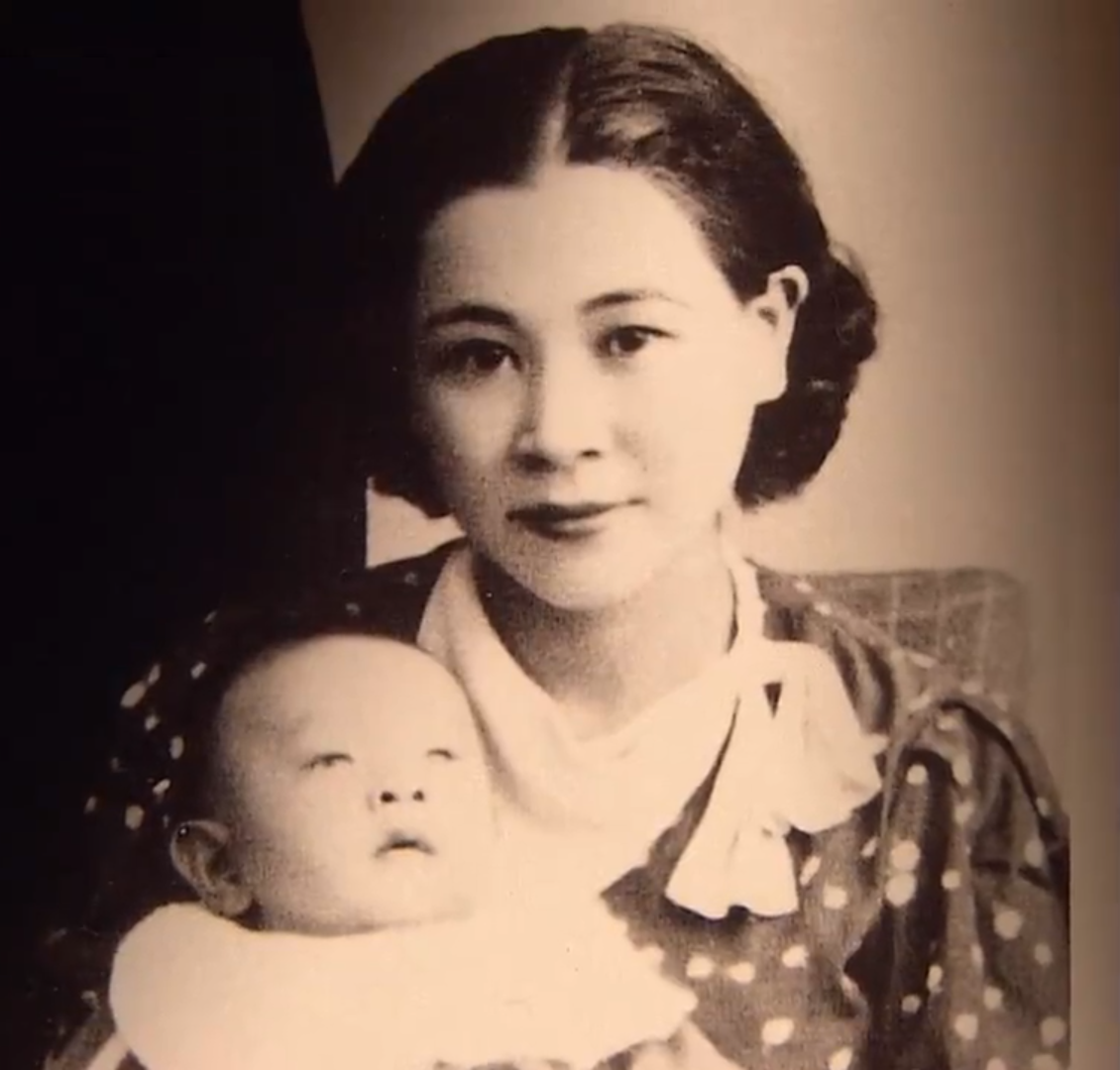
Hayao Miyazaki quando bebê, nos braços de sua mãe, Yoshiko Miyazaki.

Hayao Miyazaki nasceu em 5 de janeiro de 1941 na cidade de Akebono-cho na região especial de Bunkyo, Tóquio, Império do Japão. Era o segundo de quatro filhos de Katsuji Miyazaki, diretor da Miyazaki Airplane, que fabricava os lemes dos caças de combate japoneses durante a Segunda Guerra Mundial. Os negócios familiares permitiram que a família mantivesse um padrão de vida durante os primeiros anos da vida de Miyazaki. A família foi evacuada para Utsunomiya em 1944. Eles de novo foram evacuados em julho de 1945, depois do bombardeiro de Utsunomiya, desta vez para Kanuma. O bombardeio deixou uma impressão duradoura em Miyazaki, que tinha apenas quatro anos na época. Sua mãe, Yoshiko, sofreu de tuberculose vertebral de 1947 a 1955; ela passou os primeiros anos no hospital, depois recebeu cuidados em casa. Yoshiko era uma mulher severa e intelectual que questionava regularmente as "normas socialmente aceitas". Ela morreu em julho de 1983 aos 71 anos de idade.
Miyazaki começou seus estudos em 1947, entrando em uma escola primária de Utsunomiya, cursando da primeira a terceira série. Sua família então voltou para Tóquio e se estabeleceu em Suginami, com ele completando a quarta série na Escola Primária Ōmiya e a quinta na Escola Primária Eifuku. Depois disso ele cursou a Escola Colegial Ōmiya. Miyazaki desejava se tornar um artista de mangás, porém descobriu que tinha dificuldades em desenhar pessoas; em vez disso, por vários anos, ele apenas desenhou aviões, tanques e navios de guerra. Foi influenciado por vários artistas de mangás, como Tetsuji Fukushima, Soji Yamakawa e Osamu Tezuka. Ele destruiu boa parte de seus primeiros trabalhos, acreditando que era uma "forma ruim" copiar o estilo de Tezuka, pois isto estava prejudicando seu própria desenvolvimento como artista. Se formou na Escola Colegial Ōmiya e em seguida foi estudar na Escola Colegial Toyotama. Seu interesse por animação foi despertado no seu primeiro ano, quando assistiu Hakujaden. Miyazaki "se apaixonou" pela heroína do filme e ele lhe deixou uma duradoura impressão. Ele foi estudar na Universidade Gakushuin e entrou no "Clube de Pesquisa de Literatura Infantil", a "coisa mais próxima na época de um clube de quadrinhos". Em seu tempo livre, costumava visitar seu professor de arte do colegial e desenhar no seu estúdio, onde os dois bebiam e "conversávamos sobre política, vida, todos os tipos de coisas". Miyazaki se formou em 1963 em ciência política e economia.

## Carreira

### Início

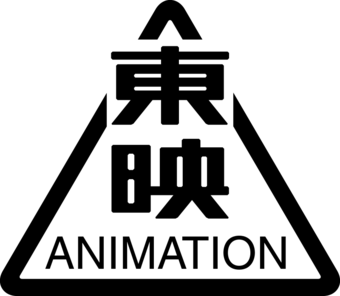
Miyazaki começou sua carreira em 1963, trabalhando primeiro como animador na Toei Animation

Miyazaki foi contratado em 1963 pela Toei Animation. Ele trabalhou como artista intermediário no longa-metragem animado Wanwan Chūshingura e na série de televisão Ōkami Shōnen Ken, ambos ainda em 1963. No ano seguinte trabalhou no filme Garibā no Uchū Ryokō. Ele foi um líder em uma disputa trabalhista logo depois de entrar na empresa, tornando-se secretário chefe do sindicato trabalhista da Toei em 1964. Se casou em outubro de 1965 com Akemi Ota, com quem teve dois filhos: Goro em janeiro de 1967 e Keisuke em abril de 1969. Sua dedicação ao trabalho prejudicou sua relação com os filhos, ficando ausente por longos períodos, o que fez com que Goro começasse a assistir os filmes de seu pai para melhor "entendê-lo". Miyazaki depois trabalhou como animador chefe, artista conceitual e projetista de cena em Taiyō no Ōji Horusu no Daibōken de 1968. Ele trabalhou durante toda a produção bem próximo de Yasuo Ōtsuka, seu mentor, cuja abordagem para animação muito influenciou o trabalho de Miyazaki. O longa foi dirigido por Isao Takahata, com quem Miyazaki continuaria a colaborar pelo restante de sua carreira. O filme foi muito elogiado e foi considerado um marco na evolução da animação.
Ele escreveu e ilustrou o mangá Sabaku no Tami sob o pseudônimo Saburō Akitsu, tendo sido publicado em 26 capítulos entre setembro de 1969 e março de 1970 na revista Shōnen Shōjo Shinbun. Ele se influenciou em várias histórias, como Sabaku no Maō de Fukushima. Miyazaki também realizou animações principais em Nagagutsu o Haita Neko de 1969, dirigido por Kimio Yabuki. Também criou uma série de mangá de doze capítulos como item promocional para este filme; ela foi publicada aos sábados no jornal Tokyo Shimbun de janeiro a março de 1969. Ele depois propôs cenas para o roteiro de Soratobu Yūreisen, também de 1969, em que tanques causam histeria em massa no centro de Tóquio, sendo recrutado para animar e fazer os storyboards do projeto. Em 1971, desenvolveu a estrutura, personagens e desenhos da adaptação da animação Dōbutsu Takarajima, criando um mangá de treze partes publicado no Tokyo Shimbun de janeiro a março de 1971. No mesmo ano, Miyazaki também fez animações principais em Ari Baba to Yonjuppiki no Tōzoku.
Miyazaki deixou a Toei em agosto de 1971 e foi contratado pela A Production, onde dirigiu, ou co-dirigiu junto com Takahata, 23 episódios da série de animação Rupan Sansei. Os dois também começaram a pré-produção em uma série baseada nos livros da personagem Píppi Meialonga, de Astrid Lindgren, desenhando vários storyboards; o projeto foi cancelado depois de Miyazaki e Takahata terem se encontrado com Lindgren, que se recusou a permitiu que a ideia seguisse adiante. Miyazaki escreveu, projetou a animou dois curtas-metragens de Panda Kopanda em 1972 e 1973, ambos dirigidos por Takahata. Os dois foram para a Zuiyō Eizō em junho de 1973, trabalhando em Sekai Meisaku Gekijō, que incluiu sua série animada Arupusu no Shōjo Haiji, uma adaptação do romance Heidi, de Johanna Spyri. A Zuiyō Eizō se transformou na Nippon Animation em julho de 1975. Miyazaki também dirigiu a série Mirai Shōnen Conan em 1978, uma adaptação do romance The Incredible Tide, de Alexander Key.

### Proeminência
Miyazaki saiu da Nippon Animation em 1979, durante a produção de Akage no An, em que havia contribuído com o projeto de cenas e organização dos primeiros quinze episódios. Foi trabalhar na Telecom Animation Film, subsidiária da Tokyo Movie Shinsha, para dirigir seu primeiro longa-metragem, Rupan Sansei: Kariosutoro no Shiro. Ele ajudou a treinar a segunda leve de funcionários na Telecom. Miyazaki dirigiu em 1981 seis episódios de Meitantei Hōmuzu, até disputas com o espólio de sir Arthur Conan Doyle levarem a suspensão da produção; Miyazaki estava ocupado com outros projetos na época que as questões foram resolvidas, com o restante dos episódios tendo sido dirigidos por Koysuke Mikuriya. Foram transmitidos entre novembro de 1984 e maio de 1985. Ele também escreveu o romance gráfico Shuna no Tabi, inspirado pelo conto folclórico tibetano "O príncipe que tornou-se um cachorro". Este foi publicado pela Tokuma Shoten em junho de 1983, sendo dramatizado no rádio em 1987. Miyazaki Hayao no Zassō nōto também foi publicado irregularmente na Model Graphix entre novembro de 1984 e outubro de 1994; seleções foram transmitidas no rádio em 1995.
Miyazaki começou a trabalhar em ideias para uma adaptação do quadrinho Rowlf, de Richard Corben, após a estreia de Kariosutoro no Shiro, apresentando a ideia para Yutaka Fujioka da Tokyo Movie Shinsha. Uma proposta para a aquisição dos direitos foi elaborada em novembro de 1980. Na mesma época, Miyazaki foi abordado pela revista Animage sobre uma possível série. Ele mostrou seus esboços aos editores Toshio Suzuki e Osamu Kameyama, discutindo os pontos básicos dos enredos de possíveis projetos de animação; Suzuki e Kameyama perceberam potencial para uma colaboração em sua progressão para a animação. Dois projetos foram propostos: Sengoku ma-jō, que se passava no período Sengoku; e uma adaptação de Rowlf. Ambos foram rejeitados, pois a companhia não estava disposta a financiar animes que não fossem baseados em mangás preexistentes e pelo fato dos direitos de Rowlf não terem sido adquiridos. Um acordo foi alcançado, que estipulava que Miyazaki poderia começar a desenvolver seus esboços e ideias em um mangá para a revista com a provisão de que ele nunca seria transformado em um filme. A obra foi intitulada Kaze no Tani no Naushika e foi publicada de fevereiro de 1982 até março de 1994. A história, conforme republicações em volumes tankōbon, possui sete volumes que acumulam 1060 páginas. Miyazaki desenhou o mangá principalmente a lápis, tendo sido publicado em uma tinta sépia monocromática. Ele se demitiu da Telecom em novembro de 1982.

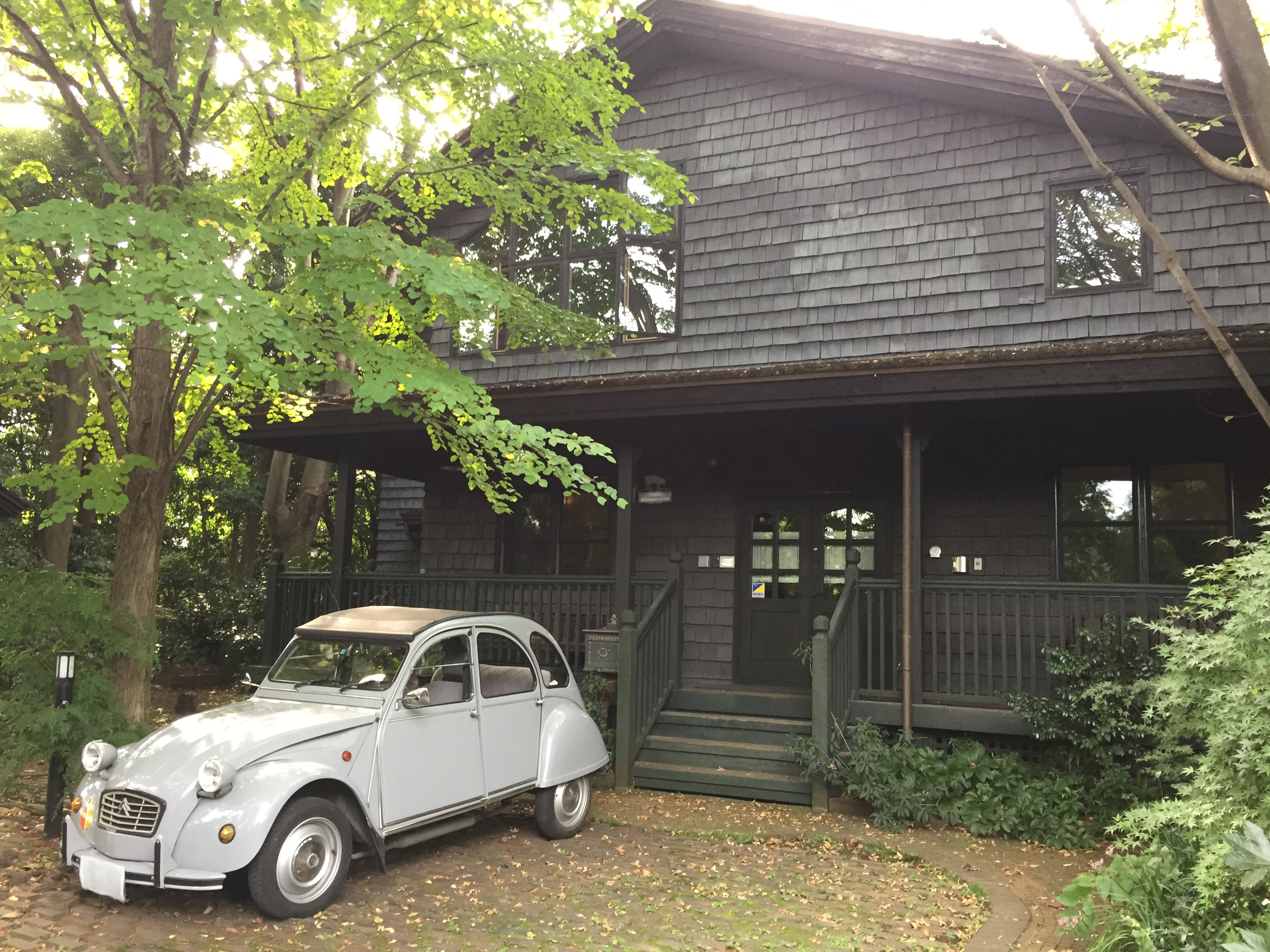
O estúdio pessoal de Miyazaki, chamado de Nibaraki, criado em 1984

Yasuyoshi Tokuma, fundador da Tokuma Shoten, encorajou Miyazaki a realizar uma adaptação em anime de Kaze no Tani no Naushika. Ele inicialmente se recusou, porém concordou com a condição de que fosse o diretor. A imaginação de Miyazaki foi despertada pelo envenenamento de mercúrio de Minamata e como a natureza respondeu e floresceu em um ambiente tóxico, usando-o na criação do mundo poluído do filme. Miyazaki e Takahata escolheram o pequeno estúdio Topcraft para a produção do longa, pois acreditavam que seu talento poderia transpor a sofisticada atmosfera do mangá para um filme. A pré-produção começou em 31 de março de 1983; Miyazaki teve dificuldades ao desenvolver o roteiro, pois apenas dezesseis capítulos do mangá estavam prontos. Takahata recrutou o compositor minimalista e experimental Joe Hisaishi para a criação da trilha sonora. Kaze no Tani no Naushika foi lançado em 11 de março de 1984 e arrecadou 1,48 bilhões de ienes na bilheteria japonesa, conseguindo mais 742 milhões de outras partes do mundo. O longa é considerado como um dos principais trabalhos de Miyazaki, tendo consolidado sua reputação como animador. Foi elogiado pela representação positiva das mulheres, particularmente para a protagonista Nausicaä. Vários críticos consideraram que Kaze no Tani no Naushika continha temas antiguerra e feministas; Miyazaki discorda, dizendo que seu único objetivo é entreter. A cooperação bem sucedida entre a criação do mangá e anime criou as fundações para colaborações futuras. Miyazaki abriu seu próprio escritório em abril de 1984 em Suginami, nomeando-o de Nibaraki.

### Studio Ghibli

#### Primeiros filmes
Miyazaki, Takahata, Tokuma e Suzuki fundaram a companhia de animação Studio Ghibli em junho de 1985, com o financiamento vindo da Tokuma Shoten. O primeiro longa do estúdio foi Tenkū no Shiro Rapyuta em 1986, produzido pela mesma equipe que havia feito Kaze no Tani no Naushika. Os desenhos de Miyazaki para o longa foram inspirados pela arquitetura da Grécia Antiga e "padrões urbanistas europeus". Algumas das arquiteturas também foram inspiradas por uma cidade mineradora galesa; ele tinha testemunhado uma greve de mineiros ao visitar o País de Gales em 1984 e ficou admirado pela dedicação dos grevistas ao seu trabalho e comunidade. Tenkū no Shiro Rapyuta estreou em 2 de agosto de 1986 e foi o filme animado de maior arrecadação do ano no Japão. O filme seguinte de Miyazaki foi Tonari no Totoro, lançado em abril de 1988 junto com Hotaru no Haka de Takahata a fim de garantir a situação financeira do Studio Ghibli. A produção simultânea foi caótica, pois os artistas necessitavam ficar trocando entre projetos. Tonari no Totoro possui o tema da relação entre ambiente e humanidade, diferente de Kaze no Tani no Naushika que enfatizava o efeito negativo da tecnologia no ambiente. O longa foi elogiado, porém não teve tanto sucesso na bilheteria. Mesmo assim, seus produtos associados venderam bem e o filme foi considerado um clássico.
O Studio Ghibli tinha adquirido em 1987 os direitos para uma adaptação cinematográfica do romance de fantasia infantil Majo no Takkyūbin, de Eiko Kadono. O trabalho de Miyazaki em Tonari no Totoro inicialmente o impediu de dirigir, assim Sunao Katabuchi foi escolhido como diretor e Nobuyuki Isshiki foi contratado para escrever o roteiro. Miyazaki ficou insatisfeito com o primeiro rascunho de Isshiki e rapidamente começou a alterar o projeto, acabando por no final tomar o lugar de diretor. Kadono não ficou feliz com as diferenças entre seu livro e o roteiro, assim Miyazaki e Suzuki visitaram a autora e a convidaram a conhecer o Studio Ghibli; depois disso ela permitiu que o projeto seguisse adiante. O filme originalmente seria um especial de uma hora de duração, porém foi expandido para um longa-metragem depois de Miyazaki finalizar os storyboards e roteiro. Majo no Takkyūbin estreou em 29 de julho de 1989 e arrecadou 2,15 trilhões de ienes na bilheteria, sendo o filme de maior arrecadação no Japão em 1989.
Hikōtei Jidai, um mangá de Miyazaki, foi publicado na revista Model Graphix entre março e maio de 1989. Ele então começou a produção de um filme de bordo de 45 minutos para a Japan Airlines, baseado no mangá; as expectativas foram crescendo e Suzuki acabou aumentando o projeto até um longa-metragem, intitulado Kurenai no Buta. Miyazaki inicialmente cuidou independentemente da produção desse filme, pois Omoide Poro Poro de Takahata estava em sua fase de finalização. O início da Guerra Civil Iugoslava em 1991 afetou Miyazaki, fazendo com que seu longa tivesse um tom mais sóbrio; ele posteriormente chamaria o longa de "tolo", pois seus temas maduros não eram apropriados para crianças. Kurenai no Buta contém temas antiguerra, algo que Miyazaki retornaria posteriormente. A Japan Airlines permaneceu como uma grande investidora no longa, fazendo com que sua estreia ocorresse como filme de bordo, antes de seu lançamento nos cinemas em 18 de julho de 1992. Kurenai no Buta foi um sucesso comercial e de crítica, permanecendo como o filme de animação de maior bilheteria no Japão por alguns anos.
O Studio Ghibli estabeleceu em agosto de 1992 uma nova sede em Koganei, Tóquio. Em novembro de 1992, a Nippon TV transmitiu dois espaços televisivos dirigidos por Miyazaki. O primeiro foi Sora Iro no Tane, uma animação de noventa segundos de duração baseada levemente na história ilustrada Sora Iro no Tane, escrita por Rieko Nakagawa e ilustrada por Yuriko Omura, encomendada para celebrar o quadragésimo aniversário da emissora. A segunda foi Nandarou, transmitida como uma única peça de quinze segundos e quatro de cinco segundos cada, centrada em uma criatura não identificada que acabou se tornando depois a mascote oficial da Nippon TV. Miyazaki também desenhou os storyboards e escreveu o roteiro de Mimi wo Sumaseba, dirigido por Yoshifumi Kondo e lançado em 1995.

#### Sucesso global
Miyazaki começou os primeiros storyboards do que viria a ser Mononoke Hime em agosto de 1994, baseado em pensamentos e esboços preliminares que tinha originalmente concebido durante a década de 1970. Ele teve um bloqueio artístico durante a pré-produção e acabou aceitando o pedido de trabalhar em On Your Mark, um videoclipe para a canção homônima da dupla japonesa Chage & Aska. Foi durante esta produção que Miyazaki experimentou pela primeira vez animações computadorizadas a fim de suplementar a animação tradicional, uma técnica que revisitaria em Mononoke Hime. On Your Mark estreou como um curta-metragem antes das sessões de Mimi wo Sumaseba. O videoclipe foi muito popular, porém Suzuki afirmou que ele não recebeu "100 por cento" do foco do estúdio.

Miyazaki utilizou renderizações tridimensionais em Mononoke Hime para criar os "demônios de carne" se contorcendo sobre personagens animados tradicionalmente. Por volta de cinco minutos do filme usam essa técnica

Miyazaki, em maio de 1995, levou um grupo de artistas e animadores para as antigas florestas da ilha de Yakushima e às montanhas de Shirakami-Sanchi, com eles tirando várias fotografias e fazendo inúmeros desenhos. As paisagens de Mononoke Hime acabaram sendo inspiradas por Yakushima. Ele revisitou no filme os temas ambientais e políticos de Kaze no Tani no Naushika. Miyazaki supervisionou a criação de 144 mil folhas de celuloide para o longa, das quais aproximadamente oitenta mil eram de animações principais. Mononoke Hime foi produzido com um orçamento estimado de 2,35 bilhões de ienes, sendo o filme mais caro da história do Studio Ghibli até então. Por volta de quinze minutos usam de animações computadorizadas: cinco desses minutos utilizam técnicas como renderização tridimensional, composição digital e mapeamento de textura, enquanto os dez restantes foram para pintar quadros. A intenção original era de que cinco mil quadros do filme fossem pintados digitalmente, porém restrições de tempo fizeram esse número dobrar.
Mononoke Hime estreou em 12 de julho de 1997 e foi aclamado pela crítica especializada, tornando-se o primeiro filme de animação a vencer o prestigioso Prêmio da Academia Japonesa de Filme do Ano. Também foi um sucesso comercial, com uma arrecadação doméstica de catorze bilhões de ienes, mantendo por alguns meses o título de longa de maior bilheteria no Japão. A Miramax comprou os direitos de distribuição do filme para a América do Norte; foi a primeira produção do Studio Ghibli a receber uma grande distribuição em cinemas dos Estados Unidos. Apesar de não ter sido um sucesso, arrecadou apenas três milhões de dólares, foi considerado a introdução do Studio Ghibli para mercados globais. Miyazaki na época afirmou que Mononoke Hime seria seu último filme.
O filme seguinte de Miyazaki foi concebido enquanto estava de férias em um chalé nas montanhas com sua família e cinco meninas que eram amigas da família. Ele percebeu que até então não tinha criado um longa para meninas de dez anos. Miyazaki leu revistas shōjo como Nakayoshi e Ribon como inspiração, porém achou que os assuntos que elas ofereciam eram apenas "paixões e romance", o que não era o que meninas "guardavam em seus corações". Ele decidiu produzir um filme sobre uma heroína feminina quem elas poderiam se inspirar. A produção de Sen to Chihiro no Kamikakushi começou em 2000 com um orçamento de 1,9 bilhões de ienes. A equipe, assim como em Mononoke Hime, experimentou com animações computadorizadas, porém mantiveram a tecnologia a um nível a fim de aprimorar a narrativa, não "roubar a cena". O longa lida com temas da ganância humana e uma jornada liminar pelo reino dos espíritos. Ele foi lançado em 20 de julho de 2001 e foi aclamado pela crítica, sendo considerado um dos melhores filmes da década de 2000. Ele venceu o Prêmio da Academia Japonesa de Filme do Ano e rendeu a Miyazaki o Oscar de Melhor Filme de Animação. Também foi um enorme sucesso comercial, arrecadando 30,4 bilhões de ienes, sendo até hoje o filme de maior bilheteria de todos os tempos no Japão.
O Studio Ghibli anunciou em setembro de 2001 a produção de Hauru no Ugoku Shiro, uma adaptação do romance Howl's Moving Castle de Diana Wynne Jones. Mamoru Hosoda da Toei Animation tinha sido originalmente selecionado para a direção, porém discordâncias entre Hosoda e executivos do Studio Ghibli fez com que o projeto fosse abandonado. O longa foi ressuscitado seis meses depois. Miyazaki ficou inspirado para dirigi-lo depois de ler o livro de Jones, ficando marcado pela imagem de um castelo movendo-se pelo campo; o romance não explica como o castelo se move, fazendo Miyazaki criar desenhos a partir de sua imaginação. Ele viajou para as cidades de Colmar e Riquewihr na Alsácia, França, com o objetivo de estudar a arquitetura e arredores para a ambientação. Outras inspirações vieram dos conceitos de tecnologia futurista das obras de Albert Robida, além de "arte ilusão" do século XIX. Hauru no Ugoku Shiro foi produzido digitalmente, porém os personagens e os fundos foram desenhados a mão antes de serem digitalizados. O longa foi lançado em 20 de novembro de 2004 e foi muito elogiado. Ele venceu o Prêmio Osela de Excelência Técnica no Festival Internacional de Cinema de Veneza e foi indicado ao Oscar de Melhor Filme de Animação. Ele arrecadou 14,5 milhões de ienes apenas em sua primeira semana no Japão, alcançando no mundo inteiro uma bilheteria de 19,3 bilhões de ienes. No ano seguinte, Miyazaki recebeu um honorário Leão de Ouro no Festival de Veneza.
Miyazaki tinha entrado em contato com a autora Ursula K. Le Guin na década de 1980, expressando seu interesse em produzir uma adaptação de seus romances Earthsea; Le Guin não conhecia o trabalho de Miyazaki e assim recusou. Ela assistiu Tonari no Totoro anos depois e aprovou o conceito de uma adaptação. Le Guin se encontrou com Suzuki em agostou de 2005, que queria que Goro, filho de Miyazaki, fosse o diretor, já que Miyazaki estava querendo se aposentar. A autora, decepcionada que Miyazaki não seria o diretor, mas com a impressão de que ele iria supervisionar o trabalho do filho, aprovou a produção. Miyazaki depois publicamente se opôs e criticou a escolha de Goro como diretor. Miyazaki, depois de assistir o filme, Gedo Senki de 2006, escreveu uma mensagem ao filho: "Foi feito honestamente, então foi bom".
Ele desenhou, em 2006, várias capas para romances de mangá, incluindo uma adaptação de A Trip to Tynemouth, de Robert Westall; também trabalhou como editor para este trabalho, tendo criado um curto mangá para o livro. A produção do longa seguinte de Miyazaki, Gake no Ue no Ponyo, começou em maio de 2006. O conto "A Pequena Sereia", de Hans Christian Andersen, inicialmente foi uma inspiração, porém a história foi assumindo forma própria no decorrer da produção. Miyazaki queria que o filme celebrasse a inocência e positividade do universo de uma criança. Ele queria usar apenas animação tradicional e muito se envolveu com a arte. Miyazaki preferia desenhar ele próprio o mar e as ondas, pois gostava de experimentar. Gake no Ue no Ponyo possui 170 mil quadros, um recorde para Miyazaki. O vilarejo costeiro do longa foi inspirado em Tomonoura, localizado no Parque Nacional Setonaikai, que Miyazaki conheceu em 2005. Sōsuke, o protagonista, é baseado em Goro Miyazaki. Gake no Ue no Ponyo estreou em 19 de julho de 2008 e foi aclamado pela crítica, vencendo o prêmio de Animação do Ano nos Prêmios da Academia do Japão. Também foi um sucesso comercial, tendo arrecadado dez bilhões de ienes em seu primeiro mês e 15,5 bilhões até o final do ano, ficando entre os filmes de maior arrecadação do Japão.

#### Últimos filmes

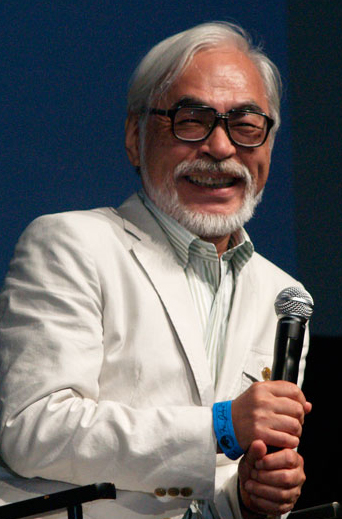
Miyazaki na San Diego Comic-Con em julho 2009

Miyazaki, no início de 2009, começou a escrever um mangá chamado Kaze Tachinu, que contava a história do engenheiro japonês Jiro Horikoshi, o projetista do caça Mitsubishi A6M Zero. O mangá foi inicialmente publicado em duas edições na revista Model Graphix, em 25 de fevereiro e 25 de março de 2009. Em seguida ele co-escreveu os roteiros de Kari-gurashi no Arietti de 2010 e Kokuriko-zaka Kara de 2011, dirigidos por Hiromasa Yonebayashi e Goro Miyazaki, respectivamente. Miyazaki queria que seu filme seguinte fosse uma sequência de Gake no Ue no Ponyo, porém Suzuki o convenceu a adaptar Kaze Tachinu. A produção de Kaze Tachinu foi anunciada pelo Studio Ghibli em novembro de 2012, para ser lançado junto com Kaguya-hime no Monogatari de Takahata.
Ele ficou inspirado depois de ler uma citação de Horikoshi: "Tudo que eu queria fazer era criar algo bonito". Várias cenas de Kaze Tachinu foram inspiradas no romance homônimo escrito por Tatsuo Hori, em que o autor escreveu sobre suas experiências com sua noiva antes dela morrer de tuberculose. Naoko Satomi, a protagonista feminina, teve seu nome tirado de uma personagem da história de Hori. Kaze Tachinu continua a refletir o pacifismo de Miyazaki, sendo uma continuação de suas obras anteriores, mesmo ele tendo afirmado que condenar a guerra não era sua intenção. O filme estreou em 20 de julho de 2013 e foi aclamado pela crítica; ele venceu como Animação do Ano nos Prêmios da Academia do Japão e recebeu uma indicação ao Oscar de Melhor Filme de Animação. Também foi um sucesso comercial com 11,6 bilhões de ienes na bilheteria japonesa, sendo o filme de maior arrecadação no Japão em 2013.
Miyazaki anunciou em setembro de 2013 sua intenção de se aposentar da produção de longas-metragens devido sua idade, porém expressou seu desejo de continuar a trabalhar em curtas para o Museu Ghibli. Ele foi presenteado com um Oscar Honorário no Governors Awards em novembro de 2014 por suas contribuições para a animação. Miyazaki depois desenvolveu o curta Kemushi no Boro, uma animação completamente computadorizada discutida pela primeira vez durante a pré-produção de Mononoke Hime. Foi exibido pela primeira vez exclusivamente no Museu Ghibli em março de 2018. Miyazaki propôs um novo longa-metragem em agosto de 2016, começando a trabalhar nele antes mesmo de conseguir aprovação oficial do Studio Ghibli. O filme, intitulado Kimi-tachi wa Dō Ikiru ka, não tem previsão de lançamento, estando quinze por cento completo ao final de 2019.

## Opiniões
"Você não consegue fazer isto se você não passar um tempo assistindo pessoas reais, porque você nunca viu de verdade. Algumas pessoas passam suas vidas interessadas apenas em si mesmas. Quase todas as animações japonesas são produzidas com quase nenhuma base tirada da observação de pessoas reais ... É produzida por humanos que não aguentam olhar para outros humanos. E é por isso que a indústria está cheia de otakus!

Hayao Miyazaki, 2014
Miyazaki já criticou o estado atual da indústria japonesa de animação, afirmando que animadores não são realistas ao criarem pessoas. Ele já chegou a afirmar que animações são "produzida[s] por humanos que não aguentam olhar para outros humanos. E é por isso que a indústria está cheia de otakus!". Miyazaki já criticou otakus em outras ocasiões, incluindo "otakus de armas" e "fanáticos pelo Zero", declarando que era um fetiche e recusando-se a se identificar como tal.
Vários funcionários do Studio Ghibli, incluindo Miyazaki, criticaram as políticas do primeiro-ministro japonês Shinzō Abe em 2013, além da proposta de emenda constitucional que permitiria que Abe revisasse a cláusulas da Constituição do Japão. Miyazaki achou que Abe queria "deixar seu nome na história como um grande homem que revisou a constituição e sua interpretação", descrevendo isto como "desprezível". Também expressou desaprovação da negação do primeiro-ministro sobre a agressão do Japão, afirmando que o país "deveria claramente dizer que infligiu danos enormes na China e expressar grande remorso a respeito". Miyazaki disse que o governo deveria dar as "desculpas apropriadas" para mulheres de conforto coreanas que serviram no exército japonês durante a Segunda Guerra Mundial, sugerindo que as Ilhas Senkaku deveriam ser "divididas ao meio" ou controladas por Japão e China. Alguns críticos, depois do lançamento de Kaze Tachinu em 2013, acusaram Miyazaki de ser um "traidor" e "anti-japonês", descrevendo o longa como muito "de esquerda".
Miyazaki recusou-se a comparecer à cerimônia do Oscar 2003 em Los Angeles, quando foi indicado por Sen to Chihiro no Kamikakushi, em protesto contra o envolvimento dos Estados Unidos na Guerra do Iraque, posteriormente afirmando que "não queria visitar um país que estava bombardeando o Iraque". Entretanto, ele não expressou sua opinião até 2009, a pedido de seu produtor, quando encerrou seu boicote para comparecer a San Diego Comic-Con como um favor a seu amigo John Lasseter. Miyazaki também expressou sua opinião sobre o ataque terrorista contra os escritórios da revista satírica francesa Charlie Hebdo, criticando a decisão da revista de publicar o conteúdo citado como o catalisador do ataque. Ele falou em novembro de 2016 que acreditava que "muitas das pessoas que votaram pelo Brexit e Trump" estavam afetadas pelo desemprego cada vez maior causado por empresas "construírem carros no México por causa dos baixos salários e [vendê-los] nos Estados Unidos". Ele não achava que Donald Trump seria eleito presidente, descrevendo como "uma coisa terrível", porém também disse que Hillary Clinton, oponente de Trump, era "igualmente terrível".

## Análises

### Temas
Os trabalhos de Miyazaki são caracterizados pela recorrência de temas, como por exemplo ecologismo, pacifismo, feminismo, amor e família. Suas narrativas são notáveis por não colocar o protagonista contra um antagonista que carece de características redentoras.
Os filmes de Miyazaki frequentemente enfatizam o ecologismo e a fragilidade da Terra. Margaret Talbot afirmou que Miyazaki não gosta de tecnologia moderna e acredita que boa parte da cultura moderna é "rala, vazia e falsa", antecipando um tempo em que "não há mais arranha-céus". Ele se sentiu frustrado por crescer no período Shōwa de 1955 a 1965, pois a "natureza, as montanhas e rios, estava sendo destruída em nome do progresso econômico". Peter Schellhase identificou que vários antagonistas das obras de Miyazaki "tentam dominar a natureza à procura de dominação política, sendo no final destrutivos tanto para a natureza quanto para a civilização humana". Miyazaki também é crítico do capitalismo, globalização e seus efeitos na vida moderna. Ele acredita que "uma empresa é a propriedade comum das pessoas que trabalham lá".
Vários dos filmes de Miyazaki lidam com temas antiguerra. Daisuke Akimoto categorizou Kurenai no Buta como "propaganda anti-guerra"; ele achou que o protagonista se transforma em um porco parcialmente por sua extrema intolerância com o militarismo. Akimoto também argumentou que Kaze Tachinu reflete o "pacifismo anti-guerra" de Miyazaki, mesmo com o diretor tendo afirmado que o longa não tenta "denunciar" a guerra. Schellhase também identificou Mononoke Hime como um filme pacifista devido seu protagonista, Ashitaka; em vez de juntar-se a uma campanha de vingança contra a humanidade, como sua história étnica o levaria a fazer, ele procura a paz. David Loy e Linda Goodhew argumentam que tanto Kaze no Tani no Naushika quanto Mononoke Hime não representam o mau tradicional, porém as raízes budistas do mau: ganância, má vontade e desilusão; as raízes do mau, segundo o budismo, devem se transformar em "generosidade, benevolência e sabedoria" a fim de superar o sofrimento, e Nausicaä e Ashitaka conseguem isso. Quando os personagens de Miyazaki são formados a usar violência, isto mostrado como uma tarefa difícil; Howl de Hauru no Ugoku Shiro é forçado a lutar uma batalha por aqueles que ama, com isto quase destruindo-o, porém no final ele é salvo pelo amor e coragem de Sophie.
Suzuki descreveu Miyazaki como um feminista por suas atitudes em relação a funcionárias mulheres. Miyazaki descreveu suas personagens como "meninas corajosas e auto-suficientes que não pensam duas vezes sobre lutar por aquilo que acreditam com todo seu coração", e afirmou também que elas podem "precisar de um amigo, ou um apoiador, mas nunca de um salvador" e que "qualquer mulher é capaz de ser uma heroína tanto quanto um homem". Kaze no Tani no Naushika foi elogiado pela representação positiva de mulheres, particularmente da protagonista Nausicaä. Schellhase salientou que as personagens femininas de Miyazaki não são objetificadas ou sexualizadas, possuindo características complexas e individuais ausentes em produções norte-americanas. Schellhase também identificou um elemento de "maioridade" para as heroínas, pois cada uma descobre "personalidades e pontos fortes individuais". Gabrielle Bellot escreveu que Miyazaki, em seus filmes, "mostra um grande entendimento das complexidades do que pode significar ser uma mulher". Bellot cita particularmente Kaze no Tani no Naushika, elogiando o longa por desafiar expectativas de gênero e pela natureza for e independente de Nausicaä. Ela também notou que San de Mononoke Hime representa o "conflito entre individualidade e expressão".
Miyazaki preocupa-se com o sentimento de maravilhamento nos jovens e procura manter os temas de amor e família presentes em seus filmes. Michael Toscano achou que Miyazaki "teme que as crianças japonesas estão esmaecidas por uma cultura de consumo excessivo, superproteção, educação utilitária, carreira profissional, tecnoindustrialismo e secularismo que está engolindo o animismo natural do Japão". Schellhase escreveu que várias das obras de Miyazaki possuem os temas de amor e romance, porém a ênfase é colocada no "modo como indivíduos solitários e vulneráveis são integrados em relações de confiança e responsabilidade mútua, o que geralmente beneficia todos ao seu redor". Ele também achou que muitos dos protagonistas apresentam imagens familiares idealizadas, enquanto as imagens de outros personagens são disfuncionais. Schellhase também achou que a família não biológica de Hauru no Ugoku Shiro (formada por Howl, Sophie, Markl, a Bruxa do Nada e Heen) consegue passar uma mensagem de esperança: que aqueles marginalizados pela sociedade são capazes de "encontrar um local saudável para pertencerem".

### Processo e influências
Miyazaki não utiliza roteiros tradicionais em suas produções. Ele em vez disso desenvolve a narrativa do filme a medida que cria os storyboards; ele disse: "Nunca sabemos onde a história irá, mas nós continuamos trabalhando no filme enquanto é desenvolvido". Miyazaki empregou métodos tradicionais de animação em cada um de seus longas, desenhando cada quadro a mão; imagens geradas por computador foram empregadas em seus filmes posteriores, a partir de Mononoke Hime, com o objetivo de "enriquecer o visual", porém procura garantir que cada produção possa "manter a taxa correta entre trabalhar a mão e no computador ... e ainda poder chamar meus filmes de 2D".
Miyazaki já citou vários artistas japoneses como influências, incluindo Sanpei Shirato, Osamu Tezuka, Soji Yamakawa e o próprio Takahata. Também citou autores ocidentais, como Frédéric Back, Lewis Carroll, Roald Dahl, Jean Giraud, Paul Grimault, Ursula K. Le Guin e Yuri Norstein, além do estúdio de animação Aardman Animations, especialmente as obras de Nick Park. Trabalhos específicos que o influenciaram incluem Animal Farm, Snezhnaya Koroleva e Le Roi et l'Oiseau. Miyazaki, ao animar crianças, frequentemente inspira-se nos filhos de amigos, além de memórias de sua própria infância.
Ele já foi citado como fonte de inspiração  para vários animadores, diretores e roteiristas ao redor do mundo, incluindo Guillermo del Toro, Pete Docter, Glen Keane, John Lasseter, James Cameron, Steven Spielberg, Wes Anderson, Mamoru Hosoda, Makoto Shinkai, Henry Selick, Travis Knight, Dean DeBlois, Jennifer Lee e Nick Park. Keane afirmou que Miyazaki é de "grande influência" na Walt Disney Animation Studios e faz "parte de nossa essência" desde The Rescuers Down Under de 1990. Artistas da Aardman e Pixar já assinaram um tributo que dizia: "Você é nossa inspiração, Miyazaki-san". Também já foi citado como inspiração para projetistas de jogos eletrônicos como Shigeru Miyamoto e Hironobu Sakaguchi, além de na série de televisão Avatar: The Last Airbender.

## Filmografia e prêmios
Segundo o site agregador de resenhas Rotten Tomatoes, os filmes dirigidos por Miyazaki mais bem recebidos pela crítica são Rupan Sansei: Kariosutoro no Shiro, Tenkū no Shiro Rapyuta, Tonari no Totoro, Majo no Takkyūbin, Kurenai no Buta, Mononoke Hime, Sen to Chihiro no Kamikakushi e Gake no Ue no Ponyo. Dentre seus outros trabalhos, destacam-se as séries de televisão Mirai Shōnen Conan e Meitantei Hōmuzu, e os curtas-metragem Panda Kopanda e On Your Mark.
Miyazaki foi premiado com o Prêmio Noburō Ōfuji nos Prêmios de Cinema Mainichi por Rupan Sensei: Kariosutoro no Shiro, Kaze no Tani no Naushika, Tenkū no Shiro Rapyuta, Tonari no Totoro e o curta-metragem Kujiratori, e também o Prêmio de Cinema Mainichi de Melhor Filme de Animação por Majo no Takkyūbin, Kurenai no Buta, Mononoke Hime e Sen to Chihiro no Kamikakushi. Sen to Chihiro no Kamikakushi e Kimitachi wa Dō Ikiru ka venceram o Oscar de Melhor Filme de Animação, enquanto Hauru no Ugoku Shiro e Kaze Tachinu foram indicados. Miyazaki foi nomeado em outubro de 2012 pelo governo japonês como uma Pessoa de Mérito Cultural devido suas contribuições para a cultura. Outros prêmios incluem oito Prêmios de Animação de Tóquio, oito Prêmios da Kinema Junpo, seis Prêmios da Academia do Japão, cinco Prêmios Annie, três Anime Grand Prix e o Prêmio Osela de Excelência Técnica no Festival de Veneza.